# Singgahan (Pulung)
Singgahan is een bestuurslaag in het regentschap Ponorogo van de provincie Oost-Java, Indonesië. Singgahan telt 3271 inwoners (volkstelling 2010).